# نووه میستو (ناحیه هرادتس کرالووه)
نووه میستو (ناحیه هرادتس کرالووه) (به چکی: Nové Město) یک منطقهٔ مسکونی در جمهوری چک است که در ناحیه هرادتس کرالووه واقع شده‌است. نووه میستو ۳۹۶ نفر جمعیت دارد.